# (11379) Flaubert
(11379) Flaubert – planetoida z pasa głównego asteroid okrążająca Słońce w ciągu 4 lat i 110 dni w średniej odległości 2,64 j.a. Została odkryta 21 września 1998 roku w Europejskim Obserwatorium Południowym przez Erica Elsta. Nazwa planetoidy pochodzi od Gustave'a Flauberta (1821-1880), francuskiego powieściopisarza. Przed nadaniem nazwy planetoida nosiła oznaczenie tymczasowe (11379) 1998 SY74.